# D’Gary
D’Gary, właśc. Ernest Randrianasolo (ur. 22 października 1961 w Antananarywie) – malgaski gitarzysta, piosenkarz i kompozytor, uważany za wirtuoza gitary. Pochodzi z grupy etnicznej Bara. 
Urodził się w Antananarywie, ale w wieku ośmiu lat przeprowadził się do Tuléar w południowej części kraju; wtedy zainteresował się gatunkiem muzyki tsapiky. W 1978 r. wrócił z rodziną do miejscowości Betroka, gdzie związał się z lokalną grupą muzyczną. W 1979 r. zaproponowano im nagranie w stołecznej wytwórni Discomad. Po wyjeździe do Antananarywy dołączył do zespołu Feon’ala, z którym występował przez kilka lat. W 1989 r. założył grupę muzyczną Iraky Ny Vavarano. Wówczas miał swoje pierwsze występy telewizyjne i zyskał szerszą rozpoznawalność, aż w końcu nagrał debiutancki album międzynarodowy pt. Malagasy Guitar: Music From Madagascar.

## Dyskografia
Albumy studyjne
- 1993: Malagasy Guitar: Music From Madagascar (Shanachie)
- 1994: The Long Way Home (Shanachie)
- 1996: Horombe (Indigo)
- 1997: Mbo Loza (Indigo)
- 2002: Akata Meso (Indigo)
- 2017: Toy Raha Toy (Anio Records)